# Llau dels Carants (Hortoneda)
La llau dels Carants és una llau del terme de Conca de Dalt, al Pallars Jussà, dins de l'antic terme d'Hortoneda de la Conca, en terres del poble d'Hortoneda.
Es forma a 930 m. alt. al sud-est del Roc de Santa i a llevant de los Carants, per la unió de les llaus de la Gargalla i del Goteller, des d'on davalla cap al nord-oest, però fent nombrosos revolts, per tal de formar el barranc de Santa en unir-s'hi dues llaus més que baixen de la Costa d'Escoll-de-veu i de l'Obaga del Safrà.